# تايلر ويلسون (لاعب كرة قاعدة)
تايلر ويلسون (بالإنجليزية: Tyler Wilson)‏ هو لاعب كرة قاعدة أمريكي، ولد في 25 سبتمبر 1989 في لينشبرغ في الولايات المتحدة.

## وصلات خارجية
- تايلر ويلسون على موقع دوري كرة القاعدة الرئيسي (الإنجليزية)
- تايلر ويلسون على موقع دوري كوريا الجنوبية لكرة القاعدة (الإنجليزية)
- تايلر ويلسون على موقعبيزبول رفرنس.كوم (الدوري الرئيسي) (الإنجليزية)
- تايلر ويلسون على موقعبيزبول رفرنس.كوم (الدوري الثانوي) (الإنجليزية)
- تايلر ويلسون على موقع إي إس بي إن.كوم (أم.أل.بي) (الإنجليزية)
- تايلر ويلسون على موقع مشجعي الرسوم البيانية (الإنجليزية)